# Moussa Tine (artiste)
Pour les articles homonymes, voir Moussa Tine et Tine.
Moussa Tine, né en 1953, est un peintre sénégalais contemporain. Il fait partie de la deuxième génération de l'« École de Dakar ».

## Sélection d'œuvres
- Le Metteur en scène, 1987
- Hommage aux créateurs, 1987
- Dédoublement, 1990
- Repos, 1990
- Antilope mythique, 1998
- Envol III, 1999
- Rythme Baye Fall, 2002
- Sagesse, 2003
- Altitude II, 2004
- Terriens en élévation, 2004
- Les Tablettes symboliques, 2005
- Les Épreuves de la vie, 2005